# OpenKeychain
 (mars 2018).
Si vous disposez d'ouvrages ou d'articles de référence ou si vous connaissez des sites web de qualité traitant du thème abordé ici, merci de compléter l'article en donnant les références utiles à sa vérifiabilité et en les liant à la section « Notes et références ».
OpenKeychain est une application libre sur Android qui permet d'utiliser le chiffrement suivant le standard OpenPGP. Elle permet de chiffrer, déchiffrer, signer et vérifier des signatures.
OpenKeychain peut notamment être utilisée en conjonction avec K-9 Mail pour assurer le chiffrement de bout-en-bout des e-mails.
Le 24 avril 2015, elle est recommandée par le Guardian Project.
Cette application est incluse d'office dans le système mobile /e/ alternatif à Android.